# Andrea Laszlo De Simone
Andrea Laszlo De Simone, all'anagrafe Andrea Oliviero Laszlo De Simone Saccà (Torino, 18 febbraio 1986), è un cantautore, polistrumentista e produttore discografico italiano.

## Biografia
Autodidatta e schivo, scrive, suona e produce tutti i suoi brani, principalmente in casa e in solitudine. Sperimenta differenti modalità produttive, dall’elettronica alla classica, avvalendosi di strumentisti ad hoc nelle fasi finali di rifinitura. Inizialmente batterista dei Nadàr Solo in cui ha militato anche il fratello e frontman Matteo, esordisce da solista nel 2012 con un disco sperimentale autoprodotto dal titolo Ecce homo, come l'omonima opera del filosofo Nietzsche. Nel 2017 pubblica con 42 Records l'album Uomo donna, prodotto insieme al fonico piemontese Giuseppe Lo Bue, che viene annoverato da Rolling Stone secondo miglior disco solista prog italiano degli ultimi venti anni.
Alla fine del 2019 produce e pubblica, sempre con 42 Records, l'album Immensità, una suite tra il pop e la musica classica, accompagnato dall’omonimo mediometraggio musicale. Immensità esce in Italia per 42 Records e in Francia, Belgio, Regno Unito, Stati Uniti e Canada per Ekleroshock e Hamburger Records, ricevendo recensioni positive dalla critica d'oltralpe. Nel 2020 pubblica il singolo Dal giorno in cui sei nato tu, canzone dedicata ai suoi figli, supportata da un video in super8 realizzato dal primogenito Martino. A gennaio del 2021 esce Vivo, la ballata italiana accompagnata dalla piattaforma omonima animata da live-cams in diretta da tutto il mondo, il suo primo vero lavoro di produzione presso il nuovo studio Ecce Homo. L’11 aprile 2021 pubblica in streaming su Dice TV Il Film del Concerto, ripresa del concerto eseguito con il supporto dell’"Immensità Orchestra", composta da undici elementi. La regia è di Fabrizio Borelli e si è svolto negli spazi della Triennale con la produzione del MI AMI Festival.
Alla fine di agosto 2021 torna dal vivo con l’Immensità Orchestra: solo tre concerti a Torino per TOdays festival, a Roma nella Cavea dell’Auditorium Parco della Musica e a Bari, davanti alla Basilica di San Nicola, per Locus festival. In occasione di queste tre date, annuncia la sospensione dell’attività live “a tempo indeterminato”, al fine di continuare a dedicarsi alla famiglia e concentrarsi sulla composizione e produzione musicale. Successivamente a ciò, le sue canzoni sono state inserite in film italiani e internazionali. Tra gli altri: Le Lycéen di Christophe Honoré, L'ombra del giorno di Giuseppe Piccioni, Coma di Bertrand Bonello e Tutto Chiede Salvezza di Francesco Bruni. Nell'ottobre 2021, alla Festa del Cinema di Roma, viene presentato il film Promises di Amanda Sthers, che contiene la prima colonna sonora originale dell'artista.
Nel 2022 esce il singolo I nostri giorni accompagnato da un video musicale diretto da Donato Sansone ed Enrico Bisi e seguito dal libro fotografico Vivo/I nostri giorni. Questo è il secondo incontro artistico tra padre e figlio e contiene i fotoritratti in pellicola scattati da Luciano De Simone negli anni ‘70, oltre al 45 giri con due brani da ascoltare sfogliando le pagine in bianco e nero del libro. Nel 2023, l'artista realizza la colonna sonora del film francese Le Règne Animal di Thomas Cailley, presentato in concorso nella sezione Un Certain Regard alla 76ª edizione del Festival di Cannes. Nel gennaio del 2024, l'artista è stato incluso fra i candidati alla Migliore colonna sonora alla 49ª edizione dei Premi César, aggiudicandosi quindi il premio il 23 febbraio seguente. Il 1º gennaio 2025 pubblica, sempre per l’etichetta 42 Records, il nuovo singolo dal titolo Un momento migliore.

## Successo internazionale
De Simone è stato l'apripista per l'interesse, da parte del pubblico francese, per la nuova generazione di cantautori e artisti italiani del XXI secolo.

## Discografia

### Da solista

#### Album in studio
- 2012 – Ecce homo
- 2017 – Uomo donna

#### EP
- 2020 – Immensità

#### Singoli
- 2012 – Solo un uomo
- 2012 – 11:43
- 2012 – I nostri piccoli occhi
- 2017 – Vieni a salvarmi
- 2017 – La guerra dei baci
- 2017 – Sogno l'amore
- 2018 – Gli uomini hanno fame
- 2018 – Sparite tutti
- 2019 – Conchiglie
- 2019 – Mistero
- 2019 – La nostra fine
- 2019 – Immensità
- 2020 – Dal giorno in cui sei nato tu
- 2021 – Vivo
- 2022 – I nostri giorni
- 2025 – Un momento migliore
- 2025 – La notte

#### Colonne sonore
- 2023 The Animal Kingdom (Le Règne animal)

### Con il duo Anthony Laszlo

#### Album in studio
- 2015 – Anthony Laszlo

## Premi e riconoscimenti
- 2024 - Premio César, Migliore colonna sonora per Le Règne Animal[20][21]